# Hassan de Zé Cocá

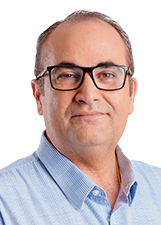
Hassan de Zé cocá

Hassan de Zé Cocá (Jequié), é um político brasileiro, filiado ao PP. Nas eleições de 2022, foi eleito deputado estadual pela BA.